# トリコロール (お笑いトリオ)
トリコロールは、ホリプロ所属の女性お笑いトリオ。

## メンバー
- 梨花（りか、1984年4月7日 - ）

本名は前田友理香（まえだ ゆりか）。
埼玉県出身、血液型はO型。
立ち位置は中央。イメージカラーは当初は■黄色、後に□白。
2008年3月31日まではクルクルキューティクルのメンバー（ボケ担当）、その後同年4月はピン芸人兼催眠術師・十文字ゆりかとして活動、催眠術師・十文字幻斎の弟子。ピン芸人としては、2008年10月12日の『ホリプロお笑いライブNEXT』（トリコロールのデビューステージとなった『ホリプロお笑いライブ』の直前のライブ）で現在の所は最後となった。なお、芸能人女子フットサルチーム、XANADU loves NHC（ポジションはゴレイロ）や催眠術師ではそのまま十文字ゆりかとして活動している。
ネタではまとめ役、時々ツッコミ役にもなったりするが、多くは他の二人に翻弄される役となっている。
- 風花（ふうか、1981年6月15日 - ）

本名は境下潤子（さかした じゅんこ）。
神奈川県横浜市出身、血液型はO型。Ｄカップ。
立ち位置は左。イメージカラーは■青。
かつては『恋のから騒ぎ』（日本テレビ）の13期生として、本名で出演。
シーサイド・カフェ828（鎌倉エフエム放送）では、トリコロールのメンバーとなる前から、境下潤子としてパーソナリティを務めている。また、同じ鎌倉エフエム放送の『湘南POEM BAR』にも出演。
- 桜花（おうか、1986年4月10日 - ）

本名は渡邉佳代子（わたなべ かよこ）。
埼玉県出身、血液型はAB型。
立ち位置は右。イメージカラーは主に■赤。
2009年9月より、XANADU loves NHCに加入、同じトリコロールメンバーの梨花とチームメイトとなる。背番号は「24」。
なお、3人ともホリプロタレントスカウトキャラバン、モーニング娘。オーディションともそれぞれ受けたことがあることが共通しているという。

## 来歴・概説
- クルクルキューティクルで前田友理香、その後ピン芸人・十文字ゆりかとして活動してきた梨花に、2008年9月にオーディションに合格してホリプロ入りし、お笑い活動はこれが初めてとなる風花、桜花の2人を加えてトリコロールを結成。2008年10月12日の『ホリプロお笑いライブ』の55秒ネタ見せコーナー『マッハ55GO!』でデビューした[4]。トリコロール結成前は、風花と桜花の2人で「エスニックなキャラの『エスニッカーズ』を組もうか」と言う話もあったという。その後、エスニッカーズとしての出演は2009年11月14日の『お笑いプロデュースライブ』（東京・新宿Fu-）で実現した[5]。
- 衣装は白系のワンピースで、最初は各メンバーのイメージカラーに合わせたヘアバンド、リストバンド、カラータイツというもので、かつらを被っていた[1]。後にヘアバンドに代わって頭に花飾りというスタイルになり、梨花のカラーは白に変わり、かつらは無くなっている。またライブによっては、それぞれのイメージカラー（青、白、赤）の入ったブレザーの制服姿で登場することもある。
- 最初は「お笑い界のPerfume」を自称していたが、「お笑い界のAKB48」とも自称したことがあった[2]。
- 2009年11月中には、梨花が舞台『リンダリンダラバーソール』出演により、一部を除いて稽古などのためにトリコロールでの活動を休み[6]、この間は風花、桜花の2人で活動。2人の守護天使という設定のキャラ『アンジェリカ』（語尾に「〜リエル」が付く口癖という設定）や[7]、前述の『エスニッカーズ』（エスニックな服装で、ギターを弾き、駄洒落などのギャグを言う芸風）で出演した[5]。その後、梨花の元に「アンジェリカ」の2人が出て来るという形のコントを3人で演じたこともあった。また、2010年4月の『ホリプロお笑いライブ』の『マッハ55GO!』コーナーでは、風花がこのキャラでピンネタを演じていた。
- 風花が2009年12月19日に更新したオフィシャルブログの記事『売れない女芸人から見たカッコいい芸人』が、同年12月22日のアメーバニュースで採りあげられた[8]。
- レギュラーアシスタントを務めている『PE'Zのサタデーナイトラジオ』の企画で、『恋のトリコロール』という曲で歌手としてもデビュー。
- 2011年10月31日で解散。

## 芸風
- 「あなたのハートを狙い撃ち! トリコロールです」というあいさつから始まっている。また2009年10月からは、更にその前に三人それぞれの自己紹介ネタをリズムに合わせる形で披露している。本人たちは「アイドルリズム漫才」とも称している[9]。
- ネタには『お悩み解決』などのテーマで、梨花がネタ振りをした後、それを受けて桜花が「大丈夫!」と言った後になだめるような一言ネタ、それを受けて風花が「元気出して〜」と言った後にオチのネタ（梨花を柔らかい感じながら罵り、それを受けて梨花が憮然としたような表情になるパターンも多い）を言って「これで解決」として話をまとめようとしたりするという流れが主であり、ブリッジに「ピース、ピース、にこピース」という台詞と振りを入れて次のネタに行くというものとなっている。終わりも「ピース、ピース、にこピース」となっている。なお、デビューした日に演じていたのがこれであり、最初の定番ネタでもあった[3]。
- その後リズムを取り入れたネタを始めている。梨花がネタ振りをしようとしたところで他の二人が「アーイラブユー、好き好きー」で始まる歌を始めるというもので、手を叩きステップを踏みながら台詞を入れ、歌の合間で梨花がまとめようとするが、また他の二人が歌を始めるというのが主なパターンとなっている。その後で梨花が「お手本」として自分で歌を始めるが、この部分が落ちになっている（このパターンに入らずに梨花が締めることもある）。最初は風花が「〜してもいいですか?」、桜花が「いいよ!」といったパターンで台詞を入れていたが、この役割を変えたパターンも演じたことがある[3]。
- 2009年10月頃からは、AKB48の『会いたかった』のリズムを取り入れたネタなどを演じたこともあり、2010年に入ってからは、Perfumeを元にしたネタを演じたこともある。
- コントでは、「アイドルグループの楽屋」（衣装は浴衣のようなもの）[9]、「演劇部の新入部員」、「秋葉原のメイド」などがある。

## 出演

### テレビ
- 恋のから騒ぎ（日本テレビ） - 風花（境下潤子）のみ。13期生
- アッコにおまかせ!（TBSテレビ）
梨花（十文字ゆりか）のみ、2008年7月6日から2010年12月いっぱいまでレギュラーアシスタントとして出演。
2008年12月7日と同年12月21日、2009年3月15日他、この番組でレギュラーアシスタントも務めているXANADU loves NHCのメンバーがメルシートゥフェスタの試合と『メルシトゥフェスタ2008アワード』で番組を休んだため、風花と桜花が代役のアシスタントとして出演。
- エンタの天使（日本テレビ） - 2009年2月4日（第8回）。キャッチコピーは「きゅ〜と♥なフランス革命」
- おもいッきりDON!（日本テレビ） - 2009年5月27日放送『邦子の売り出しサンDONと釣れ!』コーナー（ヒデヨシと共演）
- アリケン（テレビ東京） - 2009年10月3日深夜
- フットサルガールズAngel League（BS日テレ）- 梨花、桜花のみ
- あらびき団（TBSテレビ） - 2009年11月4日深夜
- 『ぷっ』すま（テレビ朝日）- 2010年2月9日「ザ・ギリギリマスター! ギリギリ女芸人」
- ウケウリ!!（日本テレビ）
梨花単独の出演については、十文字ゆりか#出演を参照。

### ラジオ
- シーサイド・カフェ828（鎌倉エフエム放送） - 風花（境下潤子）のみ。2007年8月6日から月曜パーソナリティ。トリコロール一周年を迎えた2009年10月12日は、3人揃って出演。
- 湘南POEM BAR（鎌倉エフエム放送） - 風花のみ、自作の詩の朗読で出演
なお、鎌倉エフエムの番組は月曜日にライブ出演のスケジュールが入った時などには番組を休む場合がある。
- PE'Zのサタデーナイトラジオ（FM NORTH WAVE、CROSS FM） - 2009年10月からレギュラーアシスタント　現在は桜花のみ出演。
- バナナマンのバナナムーン（TSラジオ）- 2009年12月28日、風花のみ出演。

### インターネットラジオ
- 宇津雄一の宇宙一ラジオ（オンエアーステーション） - 2009年11月9日。

### DVD
- 『オヤジ』（藤岡藤巻ドラマDVD）